# Tour della nazionale maschile di rugby a 15 delle Figi 1958
Nel 1958 la nazionale figiana di "rugby a 15" visita le isole dell'arcipelago di Tonga per un breve tour.

## Risultati
| Nuku'alofa 26 luglio 1958 | Town | 13 – 11 | Figi XV |  |

| Nuku'alofa 30 luglio 1958 | Country district | 6 – 14 | Figi XV |  |

| Nuku'alofa 2 agosto 1958                                                                                                 | Tonga     | 14 – 17                                                      | Figi | Teufaiva Park |
| \| \| \| \| \| 4 mete e 1 trasformazione \| Marcatori \| mete: Ravula 2 Lovodua, Dawai, trasf.: Naidole c.p.: Tuisese \| |           |                                                              |      |               |
| |           |                                                              |      |               |
| 4 mete e 1 trasformazione                                                                                                | Marcatori | mete: Ravula 2 Lovodua, Dawai, trasf.: Naidole c.p.: Tuisese |      |               |

| Nuku'alofa 6 agosto 1958 | Tonga B | 11 – 17 | Figi XV |  |

| Nuku'alofa 9 agosto 1958                                                                                        | Tonga     | 16 – 11                                             | Figi | Teufaiva Park |
| \| \| \| \| \| 4 mete e 2 trasformazioni \| Marcatori \| mete: Levula, Tatukivei trasf.: Levula c.p.: Levula \| |           |                                                     |      |               |
| |           |                                                     |      |               |
| 4 mete e 2 trasformazioni                                                                                       | Marcatori | mete: Levula, Tatukivei trasf.: Levula c.p.: Levula |      |               |

| Nuku'alofa 13 agosto 1958                                                                                         | Tonga     | 10 – 11                                               | Figi | Teufaiva Park |
| \| \| \| \| \| 2 mete e 2 trasformazioni \| Marcatori \| mete: Levula, Cavu trasf.: Naidole c.p.: Levula Drop: \| |           |                                                       |      |               |
| |           |                                                       |      |               |
| 2 mete e 2 trasformazioni                                                                                         | Marcatori | mete: Levula, Cavu trasf.: Naidole c.p.: Levula Drop: |      |               |